# Тернопольский областной совет
Тернопольский областной совет (укр. Тернопільська обласна рада) — представительный орган местного самоуправления, представляющий общие интересы территориальных общин сёл, посёлков, городов, в пределах полномочий, определённых Конституцией Украины, Законом Украины «О местном самоуправлении на Украине» и другими законами, а также полномочий, переданных им сельскими, поселковыми, городскими советами.
Областной совет состоит из депутатов, избирается населением Тернопольской области сроком на пять лет. Совет избирает постоянные и временные комиссии. Областной совет проводит свою работу сессионно. Сессия состоит из пленарных заседаний и заседаний её постоянных комиссий.
После образования Тернопольской области в 1939 году был сформирован Тернопольский областной совет. Он избирал свой исполком, который возглавлял председатель.